# Hamdallaye (Mali)
Hamdallaye (qui signifie « louange à Dieu ») est une ville du Mali, dans la région de Mopti, située à 37 km sud de Mopti, entre Soufouroulaye et Samadougou, à l'ouest de la RN6. Elle a été fondée en 1818 par Sékou Amadou pour être la capitale de l'empire peul du Macina.

## Histoire
Ville fortifiée avec un rempart de 5 600 mètres, elle comportaiẗ 60 quartiers abritant une population estimée à 300 000 âmes[réf. souhaitée]. Outre son palais, Sékou Amadou y avait fait construire une grande mosquée. La ville comptait près de 750 écoles coraniques.
Le 16 mars 1862, El Hadj Oumar Tall conquiert Hamdallaye. Il rase la ville et y fait construire une forteresse. En 1864, un incendie ravage la ville lors d’une bataille. El Hadj Oumar Tall abandonne la ville et disparu dans des conditions controversées dans les falaises de Bandiagara.
La cité historique, qui comprend les vestiges de l’ancienne capitale, fait l’objet d’un classement dans le patrimoine culturel national.
La mosquée est reconstruite en 2004.
Durant la guerre du Mali, Amadou Koufa, chef de la katiba Macina, un sous-groupe du mouvement djihadiste affiliée à Ansar Dine devenu Groupe de soutien à l'islam et aux musulmans, a fait détruire les murs du mausolée consacré à Sékou Amadou à Hamdallaye, considérant que le culte qu’on continuait de vouer au fondateur de l’empire était contraire à l'islam orthodoxe.

## Infrastructures
La ville d’Hamdallaye a été électrifiée en août 2005 par énergie éolienne.